# Hokke-dō (Tōdai-ji)

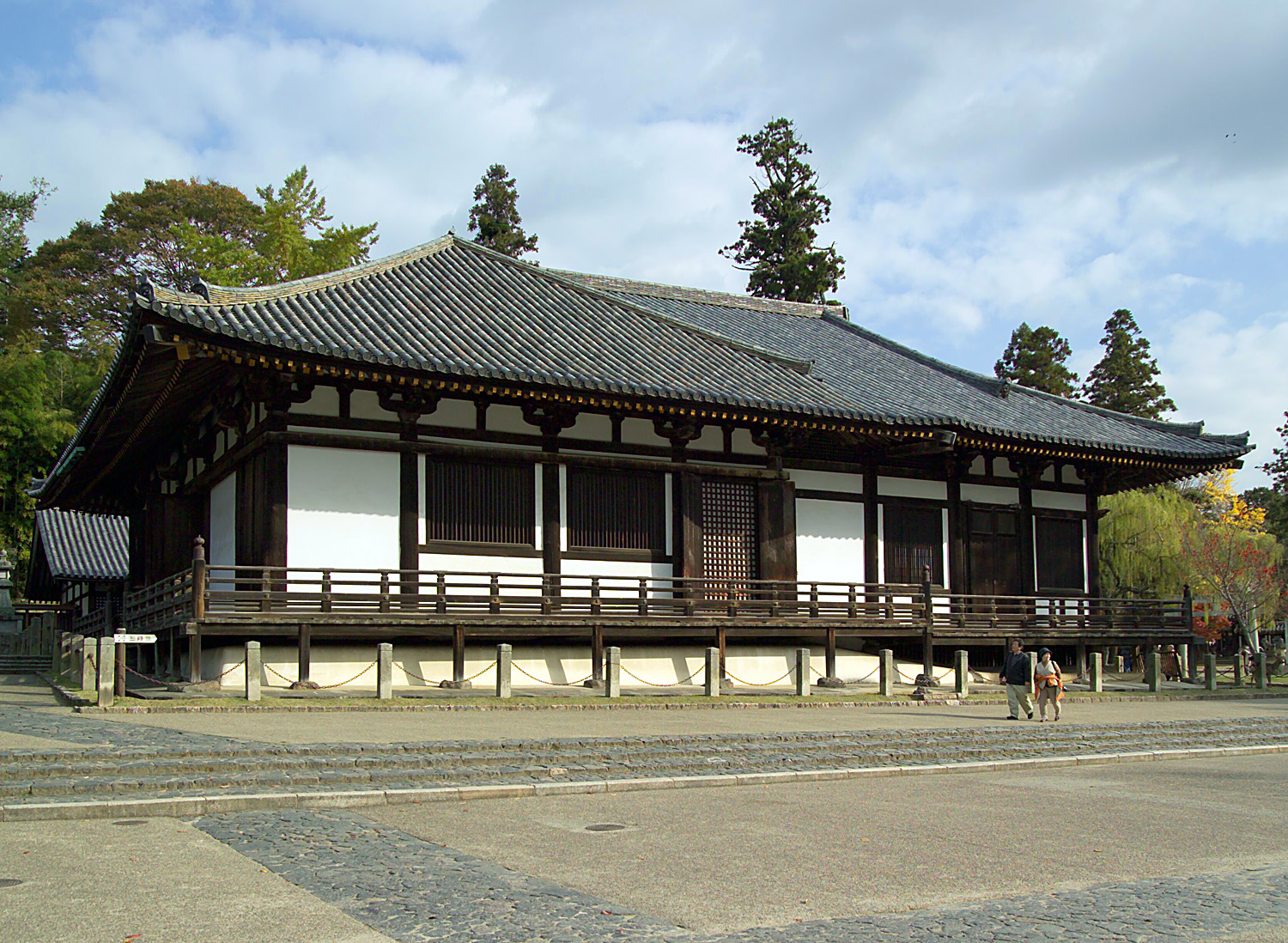
Hokkedō aus Westnordwest

Hokke-dō (japanisch 法華堂), auch „Märzhalle“ (三月堂 Sangatsudō) genannt, ist eine alte Gebetsstätte in Nara, die zum Tōdai-ji gehört. Bekannt ist sie durch ihren Andachtsraum, in dem eine umfangreiche Heiligen-Gruppe aufgestellt ist, deren älteste Figuren aus der Tempyō-Zeit (8. Jahrhundert) stammen.

## Übersicht
Die Erbauung wird auf die Jahre 740 bis 759 geschätzt. Das Hokke-dō ist damit das älteste Gebäude des Tōdaiji-Tempelkomplexes und als Nationalschatz eingetragen sowie Teil des UNESCO-Weltkulturerbes. Wegen seiner Hauptfigur, der Fukūkenshaku Kannon, wurde die kleine Halle auch Kenshakudō genannt, aber da dort jedes Jahr am 16. März des Mondkalenders die Hokkekai abgehalten wird, kam es zu dem heutigen Namen.
Das Gebäude setzt sich zusammen aus einem hinteren Gebäude und der vorderen Gebetshalle. Ursprünglich war es eine Doppelhalle, die Gebetshalle wurde jedoch 1199 unter Priester Chōgen (1121–1206) neu gebaut. Ursprünglich bestand die Figurengruppe aus acht Figuren, zu denen im Laufe der Zeit weitere acht kamen.

## Gruppe der Heiligen

### Die einzelnen Figuren
(⦿ = Nationalschatz, ◎ = Wichtiges Kulturgut Japans)

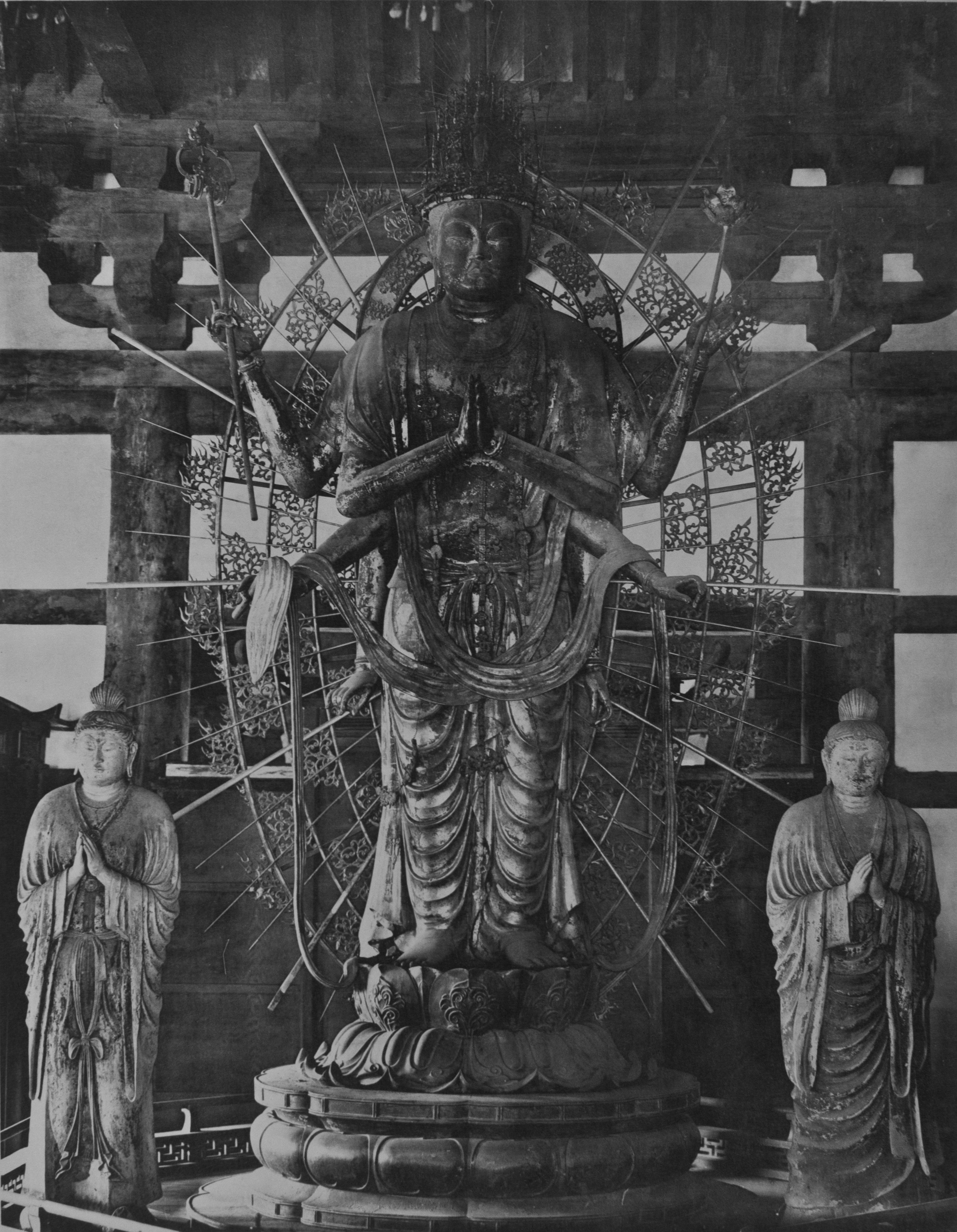
Fukūkenshaku Kannon

| Nr. | Name Deutsch          | Name Japanisch | Maße [cm] | Material    | Periode   | Bemerkung                     |
| --- | --------------------- | -------------- | --------- | ----------- | --------- | ----------------------------- |
| 01  | ⦿ Fukūkenshaku Kannon | 不空羂索観音   | 362       | Trockenlack | Tempyō    | Hauptfigur (本尊)             |
| 02  | ⦿ Bon-ten             | 梵天           | 402       | dito        | dito      |                               |
| 03  | ⦿ Taishaku-ten        | 帝釈天         | 403       | dito        | dito      |                               |
| 04  | ⦿ Kongo-rikishi       | 金剛力士       | 306       | dito        | dito      | mit geschlossenem Mund (吽形) |
| 05  | ⦿ Kongo-rikishi       | 金剛力士       | 326       | dito        | dito      | mit geöffnetem Mund (阿形)    |
| 06  | ⦿ Jikoku-ten          | 持国天         | 309       | dito        | dito      | Einer der Vier Himmelskönige  |
| 07  | ⦿ Zōchō-ten           | 増長天         | 300       | dito        | dito      | Einer der Vier Himmelskönige  |
| 08  | ⦿ Kōmoku-ten          | 広目天         | 304       | dito        | dito      | Einer der Vier Himmelskönige  |
| 09  | ⦿ Tamon-ten           | 多聞天         | 310       | dito        | dito      | Einer der Vier Himmelskönige  |
| 10  | ⦿ Shukongō-jin        | 執金剛神       | 170       | dito        | dito      |                               |
| 11  | ⦿ Nikkō-bosatsu       | 日光菩薩       | 207       | dito        | dito      | Typ nicht sicher              |
| 12  | ⦿ Gekkō-bosatsu       | 月光菩薩       | 204       | dito        | dito      | Typ nicht sicher              |
| 13  | ◎ Kichijō-ten         | 吉祥天         | 202       | dito        | dito      |                               |
| 14  | ◎ Benzai-ten          | 弁財天         | 219       | dito        | dito      |                               |
| 15  | ◎ Jizō-bosatsu        | 地蔵菩薩       | 84        | Holz        | Kamakura  |                               |
| 16  | ◎ Fudō-myōō           | 不動明王       | 86        | Holz        | Muromachi |                               |

### Erläuterungen zu den Figuren

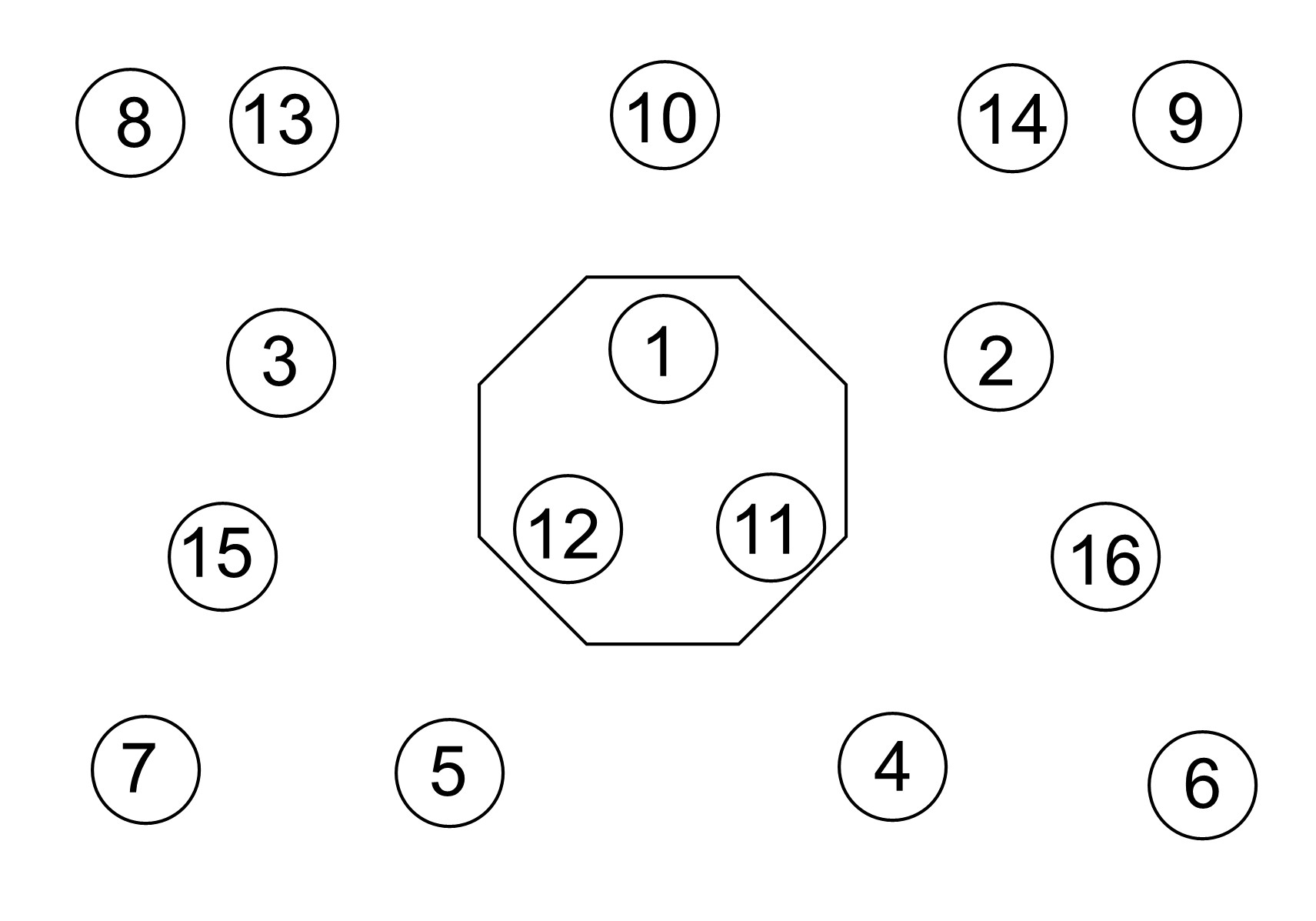
Aufstellung der Heiligen

- Fukūkenshaku Kannon, in Sanskrit Amoghapāśa, hat hier drei Augen und acht Händen (三目八臂, sammoku happi). Ein Attribut ist die Fangschlinge (羂索) in einer Hand. Die Kannon trägt eine silberne Krone mit Edelsteinen und hat ein Rehfell (鹿皮, shikagawa) über der Schulter. Sie wird deshalb auch Shikagawa Kannon genannt.
- Bon-ten und Taishaku-ten gehören zur Gruppe der Himmelsfürsten.
- Die beiden Kongō-rikishi, auch Niō, genannt, sind oft paarweise Wächter in Tempeltoren.
- Die vier Himmelskönige schützen den Altar in den vier Himmelsrichtungen. Um die zentrale Kultfigur nicht zu verdecken bzw. von ihr verdeckt zu werden, steht Jikoku-ten (Attribut: Schwert) im Südosten, Zōchō-ten (Attribut: Lanze) im Südwesten, Kōmoku-ten (Attribut: Schriftrolle und Pinsel) im Nordwesten, Tamon-ten (Attribut: kleine Schatzpyramide) im Nordosten.
- Shukongō-jin trägt Rüstung und eine Lanze zur Verteidigung des Buddhismus. Er ähnelt den Kongō-rikishi bzw. den Niō.
- Nikkō-bosatsu (Sonnenlich) und Gekkō-bosatsu (Mondlicht) sind zwei Bodhisattva, die meist eine zentrale Figur flankieren. Sie halten meist eine Lotusblume in den Händen und ihr Kopf ist typischerweise etwas nach außen gedreht. Diese Attribute fehlen hier, daher ist die Zuordnung nicht sicher.
- Kichijō-ten und Benzai-ten sind zwei weibliche Gottheiten.
- Jizō-bosatsu ist der Beschützer der Wanderer und Kinder.
- Fudō-myōō ist einer der Himmelsgötter. Er wird oft vor Flammenhintergrund mit Kette und in den Händen dargestellt

## Bildauswahl

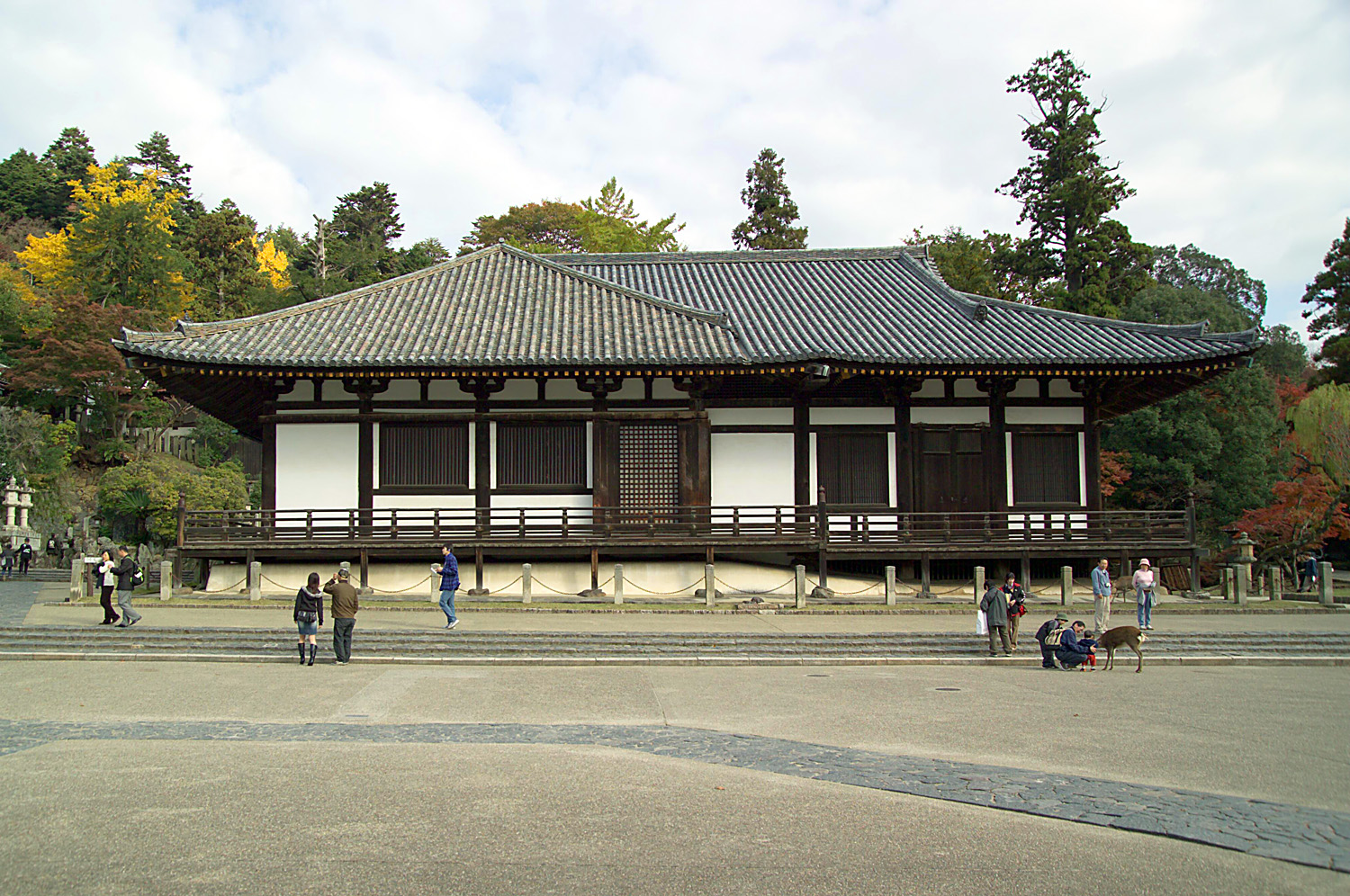
Hokke-dō vom Westen
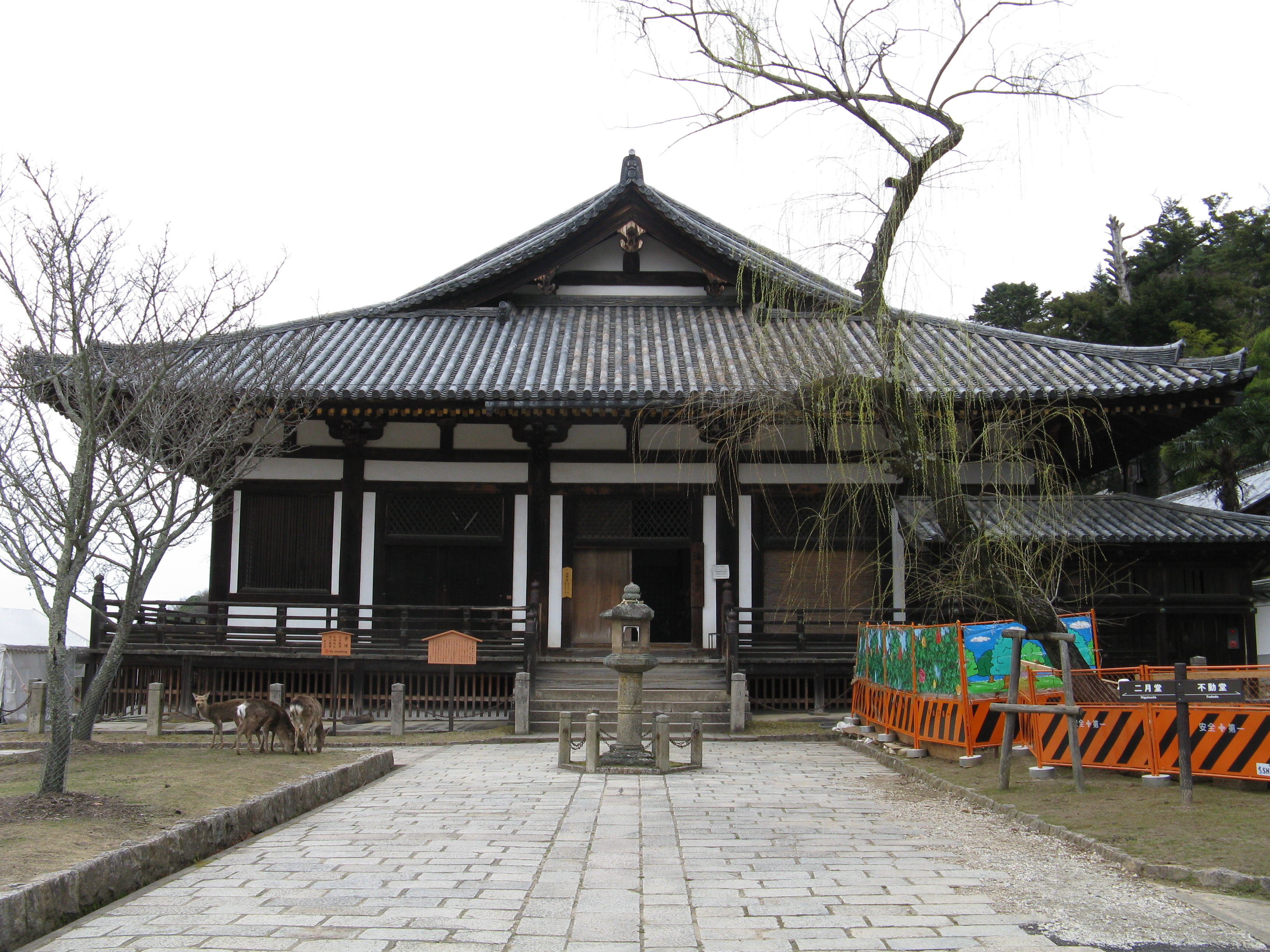
Hokke-dō vom Süden
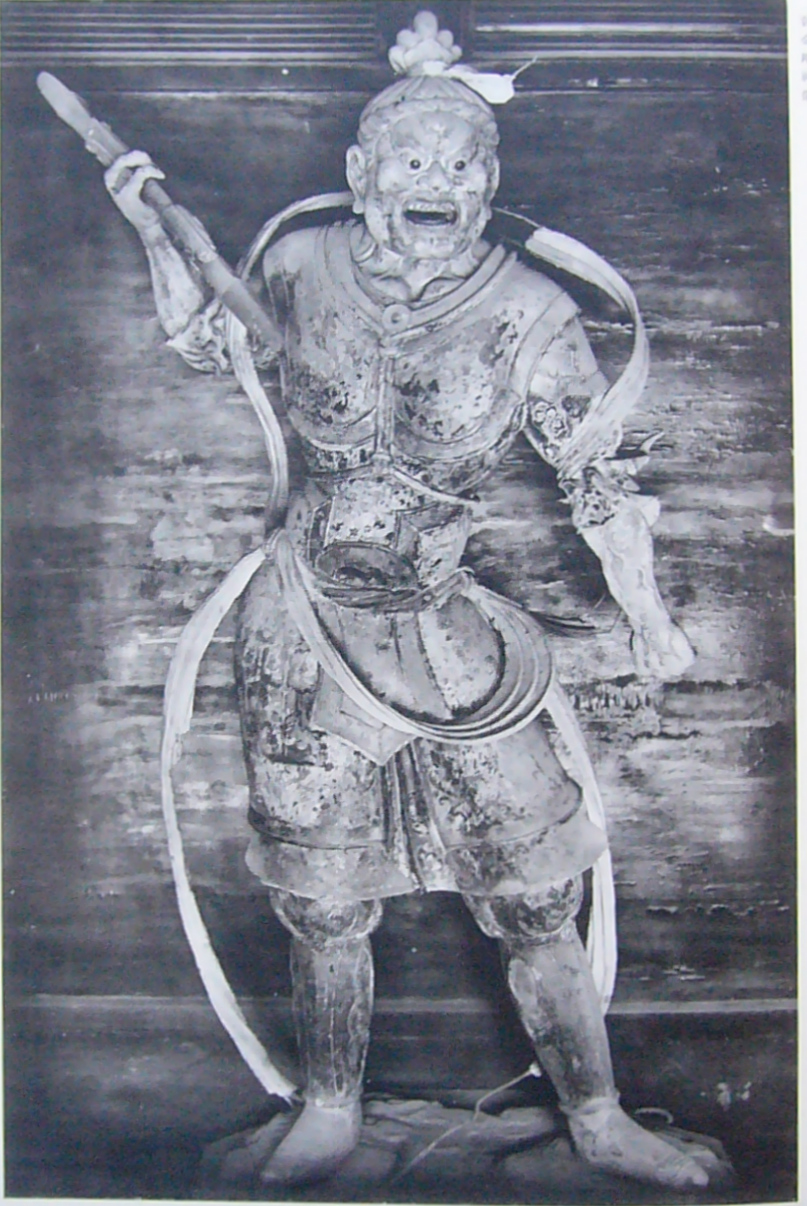
Shūkongō- shin
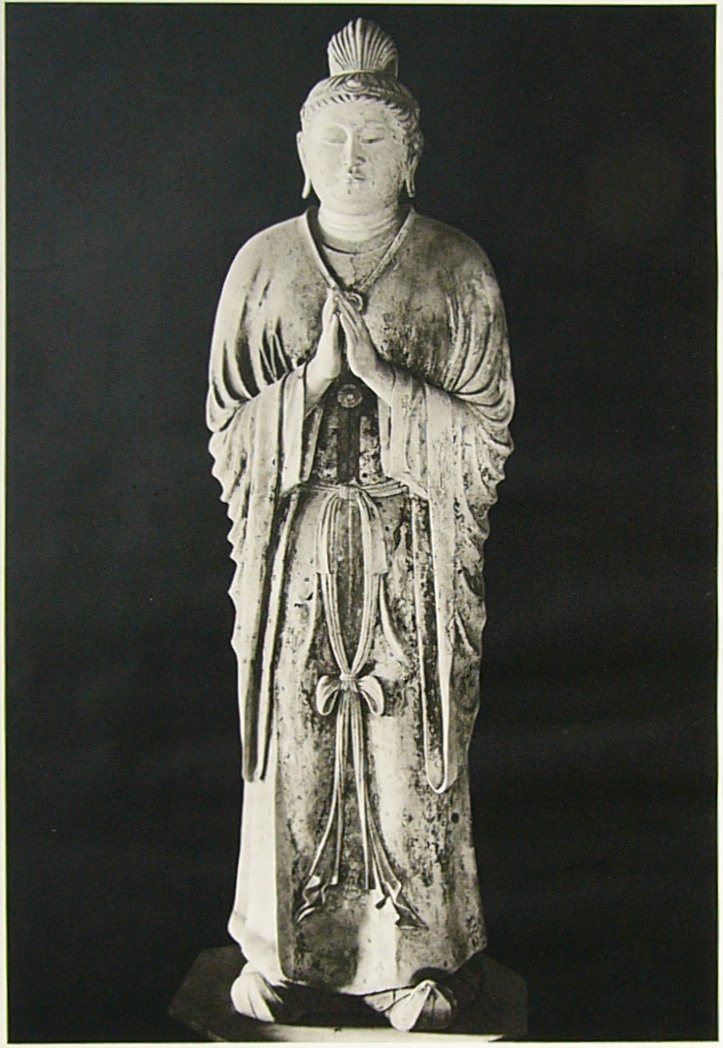
Gekkō-bosatsu
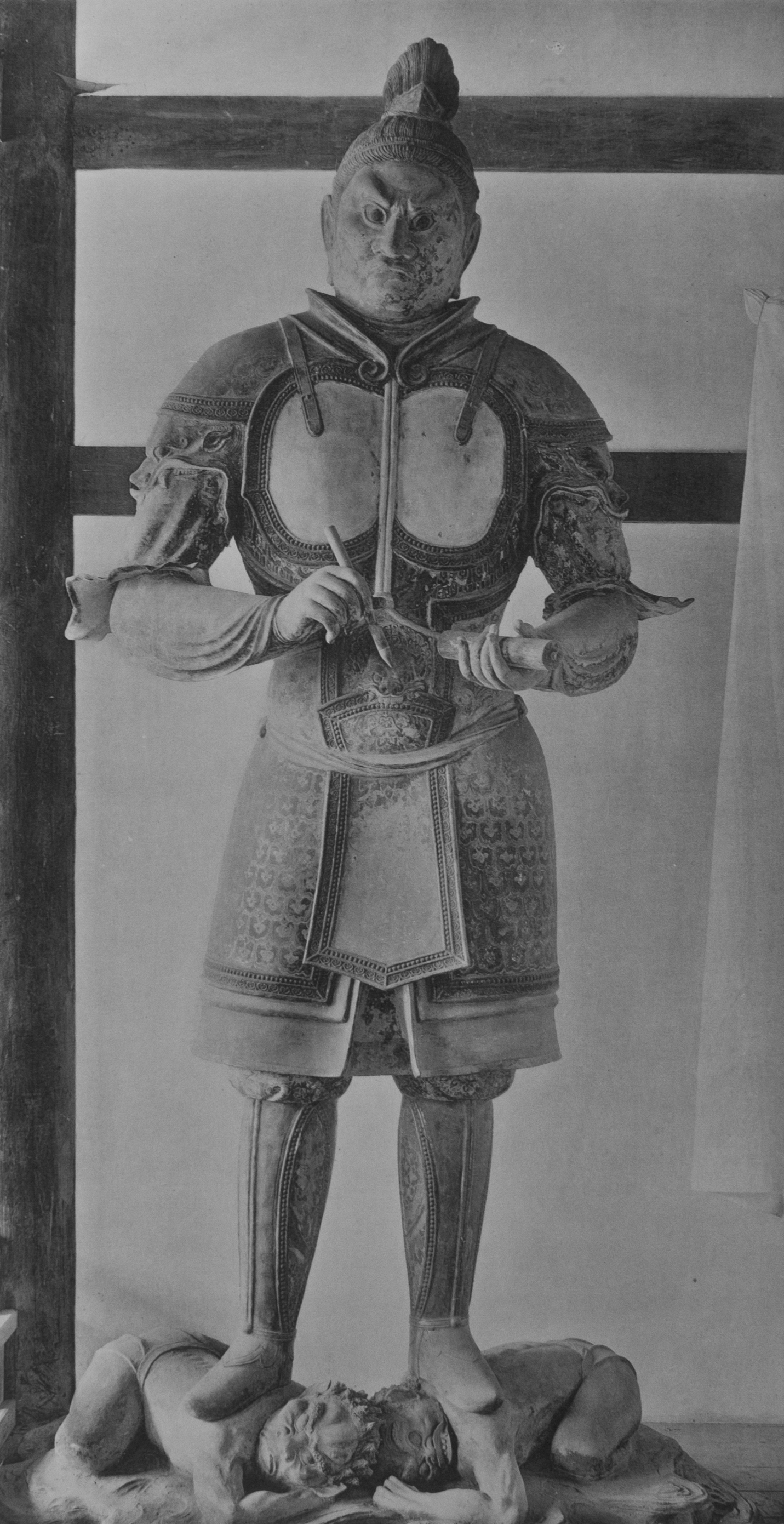
Kōmoku-ten